# El Al
El Al Israel Airlines (en hebreo: אל על‎, lit. 'Hacia el cielo'; en árabe: إل عال‎) es la aerolínea nacional de Israel. La compañía, que tiene su base en el Aeropuerto Internacional Ben Gurión de Tel Aviv, opera vuelos programados internacionales hacia África, Asia, Norteamérica, Europa y el Medio Oriente.

## Historia
La aerolínea fue creada el 15 de noviembre de 1948 e inició sus operaciones en agosto de 1949 con un servicio entre Tel Aviv, Roma y París, que fue extendido al año siguiente hasta Londres. Los vuelos directos hacia Nueva York se iniciaron el 15 de junio de 1961, cuando su avión Boeing 707 estableció el récord del vuelo comercial directo más largo. El 24 de mayo de 1991, un avión Boeing 747 de El Al transportó un número récord de 1087 pasajeros: fueron judíos etíopes que volaron desde Adís Abeba hasta Israel como parte de la Operación Salomón. 
La primera fase de la privatización de El Al se inició en junio de 2003 cuando se negociaron 15% de las acciones de la empresa en la Bolsa de Tel Aviv. La empresa Consorcio Knafaim-Arkia, dueña de Arkia Israel Airlines, adquirió una parte importante de El Al en 2004 y espera adquirir el resto. Los dueños actuales de la empresa son Consorcio Knafaim-Arkia (40%), inversores privados (30%) y el Estado (30%). El Al emplea a 5417 personas.[cita requerida]

## Destinos
El Al es conocida por sus estrictas medidas de seguridad. Solo una vez en su historia un avión ha sido secuestrado. Es una de las pocas aerolíneas que pasan el equipaje por cámaras de descompresión.

## Incidentes y accidentes
- En 1968, un avión de El Al fue secuestrado por miembros del Frente Popular para la Liberación de Palestina (PFLP). El avión se dirigía hacia Roma cuando fue desviado a Argelia. Las negociaciones duraron cuarenta días. Los rehenes fueron liberados pero los secuestradores no fueron procesados. Este ha sido el único secuestro exitoso de un vuelo de El Al.
- En 1970 guardias armados lograron evitar un intento de secuestro de un avión de El Al.[cita requerida]
- El 4 de octubre de 1992, el vuelo 1862, un Boeing 747-200F de carga se estrelló en Ámsterdam, Países Bajos. Murieron los tres miembros de la tripulación, un pasajero y 39 personas en tierra. El motor interior del ala derecha salió disparado del ala y se llevó el motor exterior de la misma ala. El borde de ataque del ala se dañó y cuando los pilotos se disponían a aterrizar el avión se precipitó a tierra.

## Flota

### Actual
| Boeing 737-800   | 16 | — | — | —  | 16 | 126 | 142 |  |  |  |
| Boeing 737-800F  | 1  | — | — | —  |    |     |     |  |  |  |
| Boeing 737-958ER | 8  | — | — | —  | 16 | 156 | 172 |  |  |  |
| Boeing 777-258ER | 6  | — | — | 12 | 35 | 232 | 279 |  |  |  |
| Boeing 787-8     | 4  | — | — | —  | 20 | 35  | 183 |  |  |  |
| Boeing 787-9     | 12 | — | 6 | —  | 32 | 28  | 222 |  |  |  |
| Total            | 47 | — | 6 |    |    |     |     |  |  |  |

A octubre de 2023 su flota tiene una edad promedio de 12.5 años.[cita requerida]

### Histórica
| Avión                   | Total | Introducido | Retirado | Notas |
| ----------------------- | ----- | ----------- | -------- | ----- |
| Boeing 737-200          | 4     | 1980        | 1989     |       |
| Boeing 737-700          | 2     | 1999        | 2016     |       |
| Boeing 747-100          | 5     | 1977        | 1999     |       |
| Boeing 747-200          | 12    | 1971        | 2011     |       |
| Boeing 747-300          | 1     | 2000        | 2000     |       |
| Boeing 747-400          | 8     | 1994        | 2019     |       |
| Boeing 757-200          | 10    | 1987        | 2012     |       |
| Boeing 767-200          | 6     | 1983        | 2013     |       |
| Boeing 767-300          | 7     | 2004        | 2019     |       |
| McDonnell Douglas DC-8  | 1     | 1979        | 1979     |       |
| McDonnell Douglas MD-11 | 2     | 1998        | 2001     |       |